# Хирургическая пила
Хирурги́ческие пи́лы — хирургические инструменты, используемые для распиливания костей при ампутации, в костной пластике (остеосинтезе). Действие распила основано за счёт возвратно-поступательных движений пилы с кромкой из множества заострённых клиньев. Заострённые клинья попарно отогнуты в разные стороны на небольшое расстояние (разводка пилы):[стр. 83]. В хирургии используют листовые, дуговые и проволочные пилы:[стр. 6].

## Описание
Рабочая часть пилы бывает листовой (плоская) или проволочной (лезвие в виде трёх-четырёх витков стальной проволоки). Рукоятка, для удержания полотна, бывает в виде рамки, Т-образной конструкции. Чтобы придать рабочей части жёсткость, на её кромку помещают П-образную направляющую:[стр. 83—90].

### Виды пил
Выделяют следующие виды хирургических пил:[стр. 83—90]:
- пила Лангенбека — имеет относительно узкое лезвие;
- пила сагитальная (осциллирующая);[4][5][6]
- пила Уэйза — имеет относительно широкое лезвие;
- пила Джильи — имеет проволочное лезвие с зубцами небольшой высоты;
- пила Оливекрона — имеет проволочное лезвие с выраженными зубцами;
- носовая пила Воячека — имеет рукоятку, соединительную шейку и лезвие; применяется в оториноларингологической хирургии для распиливания тонких костей носа.